# Флаг Ровненской области
Флаг Ровненской области (укр. Прапор Рівненської області) является символом Ровненской области Украины, отображающим историю и традиции области. Совместно с гербом составляет официальную символику органов городского самоуправления и исполнительной власти области. Утверждён 9 августа 2005 года на сессии областного совета.

## Описание
Флаг представляет собой прямоугольное полотнище с соотношением ширины к длине как 2:3. Состоит из пяти горизонтальных полос: белой, жёлтой, голубой, жёлтой и белой в соотношении 3:2:2:2:3; в центре полотнища герб области в жёлтом контуре.

## Символика
Белый цвет — символ полотна[чего?], жёлтый и синий — цвета государственного флага.